# Митрополит Киевский и всея Руси
Митрополи́т Ки́евский и всея́ Руси́ — титул предстоятеля Русской церкви в период её нахождения в составе Константинопольского патриархата.

## История
Титул митрополита был учреждён после Крещения Руси в 988 году. В результате распада Руси, к титулу «митрополит Киевский» добавилось «и всея Руси».
В 1299 году митрополит Киевский и всея Руси перенёс свою кафедру из Киева в Брянск, а потом во Владимир-на-Клязьме. О причине переезда митрополита летопись пишет кратко: «не стерпев насилия татарского». Позже митрополит перенёс свою кафедру в Москву. При этом все митрополиты, резиденции которых находились сначала во Владимире-на-Клязьме, а затем в Москве, продолжали именоваться «митрополитами Киевскими и всея Руси» (в Киевском княжестве они держали своих наместников и регулярно его посещали).
В 1458—1459 годах произошло разделение русской церкви на восточную (Московскую) и западную (Киевскую) митрополии. В составе Московской митрополии осталось 9 епархий: Московско-Владимирская, Новгородская, Ростовская, Суздальская, Рязанская, Тверская, Сарайская, Коломенская и Пермская. В составе Киевской митрополии остались епархии: Киевская, Брянская, Смоленская, Полоцкая, Туровская, Луцкая, Владимир-Волынская, Перемышльская, Галицкая и Холмская. В 1461 году, после начала автокефалии восточно-русских епархий, находившихся в составе Московского государства, митрополиты, имевшие кафедру в Москве, стали именоваться «митрополитами Московскими и всея Руси», а западнорусские митрополиты, имевшие резиденции в Новогрудке, Киеве и Вильно, стали именоваться «митрополитами Киевскими, Галицкими и всея Руси», поскольку кафедральным городом оставался Киев.
В 1596 году Киевская митрополия повторно приняла унию с Римско-католической церковью, став таким образом греко-католической, и образовав Русскую униатскую церковь, предстоятель которой сохранил за собой титул «Митрополит Киевский, Галицкий и всея Руси».
В 1620 году была восстановлена православная Киевская митрополия, глава которой вновь стал носить титул «Митрополита Киевского и всея Руси».
В 1686 году, после присоединения Украины к России, Киевская митрополия была присоединена к Московскому патриархату.
В 1839 году Полоцкий собор присоединил грекокатолические епархии на территории Российской Империи к Православной Российской Церкви.

## Киевские митрополиты с 988 по 1688 гг.

### Митрополиты Киевские и всея Руси (988—1458)
| Илл. | Имя                     | Начало                                      | Конец                                 | Примечание |
| ---- | ----------------------- | ------------------------------------------- | ------------------------------------- | --- |
|      | Михаил I                | 988                                         | 991                                   | Его считают первым митрополитом Киевским. Исконное предание Русской церкви признавало первым митрополитом Киевским Михаила, по некоторым источникам он был направлен патриархом Фотием, во второй половине IX века, в связи с так называемым фотиевым крещением Руси.. При Императоре Льве VI Мудром и патриархе Константинопольском Фотии русская митрополия числится на 61-м месте в списке митрополий подвластных Константинополю. |
|      | Феофилакт               | ? 991                                       | ? 997                                 | Первый засвидетельствованный источниками митрополит Киевский. По одним данным, он был первым Киевским митрополитом. По другим, следующим за Михаилом и управлял в 991—997 годах. |
|      | Леонтий                 | 992                                         | 1007                                  | Его считают вторым митрополитом Киевским, после святителя Михаила. |
|      | Иоанн I                 | 1008                                        | 1035                                  | Возможно, первый митрополит русского происхождения. |
|      | Феопемпт                | ок. 1035                                    | 1039                                  | |
|      | Кирилл I Грек           | ок. 1050                                    | ?                                     | Не упоминается в русских летописях, только на 1050 год упоминается в 1624—1626 годах. |
|      | Иларион Русин           | 1051                                        | 1054                                  | Первый митрополит, чьё русское происхождения считается достоверным. |
|      | Ефрем                   | 1054—1055                                   | ок. 1065                              | |
|      | Георгий                 | ок. 1065                                    | ок. 1076                              | |
|      | Иоанн II                | не позднее 1076—1077                        | после августа 1089                    | |
|      | Иоанн III               | лето 1090                                   | ранее 14 августа 1091                 | |
|      | Николай                 | ок. 1093                                    | ранее 1104                            | |
|      | Никифор I               | 18 декабря 1104                             | апрель 1121                           | |
|      | Никита                  | 15 октября 1122                             | 9 марта 1126                          | После него около пяти лет кафедра митрополии Русской оставалась праздною. |
|      | Михаил II               | лето 1130                                   | 1145                                  | На основании его послания можно догадываться, что Михаил сложил с себя сан митрополита (отписался митрополии) в ходе кризиса, виновником которого, по-видимому, был он сам. |
|      | Климент Смолятич        | 27 июля 1147                                | начало 1155                           | Первый русский богослов, второй митрополит русского происхождения. Киевский князь Изяслав Мстиславич поставил Климента Смолятича митрополитом без санкции патриарха Константинопольского, что вызвало огромное неудовольствие и противодействие среди церковнослужителей-греков. После смерти Изяслава (1154) принуждён был оставить митрополичью кафедру. |
|      | Константин I            | 1156—1158                                   | 1159                                  | Низложил всех иерархов, поставленных Климентом Смолятичем. Князья решили устранить от кафедры обоих прежних митрополитов, Климента и Константина, и просить у патриарха Константинопольского нового первосвятителя для России. Но Константин умер прежде принятия решения. |
|      | Феодор                  | август 1160                                 | июнь 1163                             | После смерти Феодора шла речь о повторном поставлении Климента Смолятича. |
|      | Иоанн IV                | весна 1164                                  | 1166                                  | Был одним из первых, величавшихся титулом митрополита «всея Руси». После преодоления церковного раскола Иоанн IV был вторым после Феодора киевским митрополитом, распространившим свою юрисдикцию де-факто на «всю Русь». |
|      | Константин II           | 1167                                        | 1169—1170                             | Вступил в конфликт с Киево-Печерским монастырём; подверг епитимье печерского игумена Поликарпа. Эта мера вызвала такое раздражение против него, что разграбление Киева войсками Андрея Боголюбского рассматривалось как божественное возмездие за «неправду митрополичью». |
|      | Михаил III              | весна 1171                                  | ?                                     | Русским источникам неизвестен. |
|      | Никифор II              | ранее 1183                                  | 1198/1201                             | |
|      | Матфей                  | ранее 1210                                  | 19 августа 1220                       | |
|      | Кирилл I (II) Блаженный | 1224—1225                                   | лето 1233                             | |
|      | Иосиф                   | 1236                                        | ок. 1240                              | |
|      | Кирилл II (III)         | 1242—1247                                   | 27 ноября 1281                        | |
|      | Максим                  | 1283                                        | 6 декабря 1305                        | Перенёс митрополичью резиденцию («седалище») из Киева в Брянск, а затем (в 1299 году) во Владимир. |
|      | Пётр                    | 1308                                        | 21 декабря 1326                       | Первый из митрополитов Киевских, имевших постоянное местопребывание в Москве (с 1325 года). |
|      | Феогност                | 1328                                        | 1353                                  | |
|      | Алексий (Бяконт)        | 1354                                        | 1378                                  | |
|      | Киприан                 | 1378, февраль                               | 1380, июнь                            | Соборное деяние патриарха Филофея 1375 года разделило митрополию на западную и восточную, и Киприан был назначен митрополитом "Киевским и Литовским" при жизни Алексия, с тем условием, что после смерти Алексия все земли Киевской митрополии должны объединиться под властью Киприана. Де юре после смерти Алексия он стал митрополитом Русским, однако это назначение не было утверждено в Константинополе. Подробней см.: Борьба за киевскую митрополию (1379-1389) |
|      | Михаил (Митяй)          | 1378, зима-весна                            | 1379, 29 сентября                     | Де факто. Наречённый митрополит, поставлен князем. Не подтвержден константинопольской патриархией. Подробней см.: Борьба за киевскую митрополию (1379-1389) |
|      | Пимен                   | 1380, июнь (де юре); 1382, осень (де факто) | 1384 (де юре); 1383, весна (де факто) | Назначен митрополитом в Константинополе; не признан Дмитрием Донским, находился в заключении с осени 1381 до осени 1382 года, после чего был прощен князем и принял кафедру в Москве. В 1383 снова попал в опалу, и по просьбе князя в 1384 году снят с должности. Подробней см.: Борьба за киевскую митрополию (1379-1389) |
|      | Киприан                 | 1381 (де факто)                             | 1382 (де факто)                       | В 1375 году поставлен в митрополиты Киевское, Русские и Литовские в Константинополе ещё до смерти Алексия. Соединил обе метрополии - Малой Руси и Великороссии только в 1389 году. Был принят как митрополит в Москве князем Дмитрием Донским во время заточения Пимена, однако это не признавалось патриархией. Подробней см.: Борьба за киевскую митрополию (1379-1389) Причислен к лику святых. Память 27 мая и 16 сентября (по юлианскому календарю). |
|      | Дионисий                | 1384 (де юре)                               | 1385 (де юре)                         | Назначен митрополитом в Константинополе. Все это время провел в путешествии и в тюрьме в Киеве. Подробней см.: Борьба за киевскую митрополию (1379-1389) Прославлен в лике святых. Память 26 июня (по юлианскому календарю). Поминается традиционно как архиепископ Суздальский. |
|      | Пимен                   | 1388, апрель (де факто)                     | 1389, июль (де факто)                 | Повторно. Несмотря на то, что снят с должности патриархом, снова был принят в Москве как законный митрополит. Подробней см.: Борьба за киевскую митрополию (1379-1389) |
|      | Киприан                 | 1390                                        | 1406                                  | Повторно. На сей раз и де юре (причем совместив малоросскую и великоросскую кафедры), и де факто. Подробней см.: Борьба за киевскую митрополию (1379-1389) Причислен к лику святых. Память 27 мая и 16 сентября (по юлианскому календарю). |
|      | Фотий                   | 1408                                        | 1431                                  | В 1409 году при митрополите всея Руси Фотии окончательно была ликвидирована Галицкая митрополичья кафедра. В первой половине 1410-х годов Фотий был обвинён в тяжком грехе, и получил послание от епископов Великого княжества Литовского, в котором последние отказались ему подчиняться как неканоничному. В 1415—1420 годах в ходе борьбы против польского влияния в великом княжестве Литовском был избран свой митрополит без санкции Константинополя. Им стал Григорий Цамблак. |
|      | Григорий                | 1415                                        | 1420                                  | Параллельно митрополиту Фотию митрополит Киевский с титулом «митрополит Литовский и всея Руси»), избранный в Великом княжестве Литовском для православных епархий государства. |
|      | Герасим                 | 1433                                        | 1435                                  | По смерти митрополита Фотия на Руси не было митрополита, Герасим, осенью 1433 года отправился в Константинополь просить себе сан митрополита. Осенью следующего года возвратился в митрополичьем сане. Как упоминается, он был поставлен не для одной Литвы, а «на русскую землю» и ему приписывали титул митрополита Киевского и всея Руси, а впоследствии даже Московского и всея Руси. Остановился в Смоленске, не решаясь идти в Москву, так как там продолжались княжеские междоусобия. Из иерархических его действий известно только, что в 1434 году он поставил архипастыря в Новгород. По приказу князя Свидригайло был закован в тяжкие оковы и сослан в Витебск, где был сожжён. |
|      | Исидор                  | 1437                                        | 1458                                  | В годы архиерейства митрополита Исидора в Москве был поставлен параллельный митрополит Иона. |
|      | Иона                    | 1448                                        | 1461                                  | Параллельно Исидору. |

С 1461 года после начала автокефалии восточно-русских епархий, находившихся в составе Московского государства, митрополиты, имевшие кафедру в Москве, стали именоваться Московскими и всея Руси (или Руссии).

### Митрополиты Киевские, Галицкие и всея Руси (1458—1596)
В 1458 году константинопольский патриарх Григорий III Мамма, принявший флорентийскую унию, проживая в Риме, посвятил ученика Исидора, Григория Болгарина в киевские митрополиты; но так как в Москве на тот момент был митрополит Иона, носивший титул митрополита Киевского и всея Руси, то папа Пий II, отправляя Григория к польскому королю Казимиру IV, поручил ему собственно Киевскую митрополию, к которой причислил 9 епархий: брянскую, смоленскую, перемышльскую, туровскую, луцкую, владимиро-волынскую, полоцкую, холмскую и галицкую. Григорий начал ряд самостоятельных митрополитов юго-западной церкви. Предстоятель митрополии именовался: «Митрополит Киевский, Галицкий и всея Руси».
| Илл. | Имя         | Начало           | Конец          | Примечание |
| ---- | ----------- | ---------------- | -------------- | --- |
|      | Григорий II | 1458             | 1473           | Сторонник Флорентийской унии. |
|      | Мисаил      | 1475             | 1480           | Принял формально унию. |
|      | Спиридон    | ок. 1479         | 1481 (†1504)   | Назначен из Константинополя, не признан ни в Литовской, ни в Московской Руси, до конца жизни — беспрестольный митрополит. |
|      | Симеон      | 1481             | 1488           | Избрание обозначило тенденцию независимости во внутренних делах от патриарха и прекратило недоразумения, связанные с деятельностью непризнанного предшественника Симеона Митрополита Мисаила и Спиридона, предназначенного Царьградом на Киевскую митрополию. При нём крымский хан Менгли-Гирей в 1482 году взял и выжег Киев и Печерский монастырь и ограбил Софийский собор.                                                                 |
|      | Иона I      | 1492             | 1494           | |
|      | Макарий I   | 1495             | 1497           | Священномученик |
|      | Иосиф I     | 1500             | 1503           | 30.05.1498 − 01.05.1500 временный управляющий; 01/09.05.1500 − 1503 митрополит. Вступил в орден василиян, проявил заинтересованность в унии. Обращался к патриарху Константинопольскому Нифонту с запросом относительно Флорентийского собора. На что патриарх ему ответил: «держи, брат, Флорентийскую унию в обряде своих отцов». Имел отношения с Папой Римским Александром VI, которому писал послание и изъявлял готовность принять унию. |
|      | Иона II     | 1503             | 1507           | Активный противник Флорентийской унии. Ревнитель Православия, в его правление исчезли все следы унии. |
|      | Иосиф II    | 1509             | 1521           | 1507 − март 1509 временный управляющий; март 1509−1521 митрополит. Русские летописи называют его отступником православной веры, который помог вышедшую за литовского князя великую княгиню Елену обратить в католичество. Приглашения короля создать церковную унию Иосиф, по совету константинопольского патриарха, отклонял ссылкой на зависимость от последнего.                                                                            |
|      | Иосиф III   | 1522             | 1534           | При нём вновь разгорелась вражда между латинянами и православными, защитником которых был Константин Острожский. «Уступил» митрополию Луцкому и Острожскому епископу Макарию, который должен был управлять после его смерти. Летописец называет его неучёным и близоруким. Католические писатели признавали его противником унии. |
|      | Макарий II  | 1534             | 1556           | до 9 апреля 1535 временный управляющий; 1 марта 1534 − 1556 митрополит. Во время его святительства было много неустройств в церковной жизни. Король поручил ему в 1546 году созвать собор для прекращения церковных беспорядков. Никаких сведений об этом соборе не сохранилось. По видимому, собор не был созван. |
|      | Сильвестр   | 1556             | 1567           | |
|      | Иона III    | 1568             | 1576           | |
|      | Илия        | 23 сентября 1577 | 1579           | |
|      | Онисифор    | 27 февраля 1583  | 1589           | Низложен за двоежёнство |
|      | Михаил      | 1 августа 1589   | 8 октября 1596 | Принял в 1596 году Брестскую унию |

В 1596 году епископат Киевской (западнорусской) митрополии принял унию с Римской церковью, сохранив богослужение византийской литургической традиции на церковнославянском языке. После чего последовала иерархия грекокатолической Киевской митрополии (Русской униатской церкви) с сохранением титула «Митрополит Киевский, Галицкий и всея Руси» (см. Список предстоятелей Русской униатской церкви) и безиерархическое существование православной экклесии на западнорусских землях.

### Митрополиты Киевские и всея Руси (1620—1688)
В 1620 году Иерусалимский патриарх Феофан III посвятил нового митрополита Киевского и всея Руси (а также епископов на другие кафедры). Митрополия восстановлена в Киеве.
| Илл. | Имя       | Начало           | Конец      | Примечание |
| ---- | --------- | ---------------- | ---------- | --- |
|      | Иов       | 1620             | 1631       | |
|      | Исаия     | 20.07.1631       | 05.10.1640 | |
|      | Пётр      | 28.04/08.05.1633 | 31.12.1646 | Святитель |
|      | Сильвестр | 1648             | 1657       | |
|      | Дионисий  | 1658             | 1663       | |
|      | Иосиф     | 1663             | 1675       | |
|      | Гедеон    | 1685             | 1686       | поставлен без согласования с патриархом Константинопольским, которое было получено задним числом в мае 1686 года. |

В 1686 году Киевская митрополия (де-факто находились в политическом единстве с Москвой только Киевская и Черниговская епархии) подчинена патриарху Московскому. Это решение в 1686 году подтвердил патриарх Константинопольский Дионисий IV.

## Митрополиты Киевские и Галицкие с 1688 по 1918 гг.
С 27 января 1688 года киевскому митрополиту было запрещено употреблять титул «митрополит Киевский, Галицкий и всея Руси» (разрешено именоваться «митрополитом Киевским, Галицким и Малыя России»).
2 апреля 1767 вышел указ императрицы Екатерины II об исключении из титула Киевского митрополита слов «и всея Малыя России»
1. Гедеон (Четвертинский) (1685[10]—1690)
2. Варлаам (Ясинский) (1690—1707)
3. Иоасаф (Кроковский) (1708—1718)
4. Варлаам (Вонатович) (1722—1730), архиепископ
5. Рафаил (Заборовский) (1731—1747)
6. Тимофей (Щербацкий) (1748—1757)
7. Арсений (Могилянский) (1757—1770)
8. Гавриил (Кременецкий) (1770—1783)
9. Самуил (Миславский) (1783—1796)
10. Иерофей (Малицкий) (1796—1799)
11. Гавриил (Бэнулеску-Бодони) (1799–1803)
12. Серапион (Александровский) (1803—1822)
13. Евгений (Болховитинов) (1822—1837)
14. Филарет (Амфитеатров) (1837—1857)
15. Исидор (Никольский) (1858—1860), архиепископ
16. Арсений (Москвин) (1860—1876), архиепископ
17. Филофей (Успенский) (1876—1882)
18. Платон (Городецкий) (1882—1891)
19. Иоанникий (Руднев) (1891—1900)
20. Феогност (Лебедев) (1900—1903)
21. Флавиан (Городецкий) (1903—1915)
22. Владимир (Богоявленский) (1915—1918)

## Униатские митрополиты Киевские, Галицкие и всея Руси
1. Михаил (Рогоза) (27 июля 1589 — 1599)
2. Ипатий (Поцей) (26 сентября 1599 — 18 июля 1613)
3. Иосиф (Рутский) (5 апреля 1614 — 5 февраля 1637)
4. Рафаил (Корсак) (1637 — 28 августа 1640)
5. Антон (Селява) (18 марта 1641 — 5 октября 1655)
6. Гавриил Коленда (24 апреля 1665 — 11 февраля 1674)
7. Киприан (Жоховский) (11 февраля 1674 — 26 октября 1693)
8. Лев (Слюбич-Заленский) (22 сентября 1695 — 24 августа 1708)
9. Юрий (Винницкий) (7 мая 1710 — 22 сентября 1713)
10. Лев (Кишка) (17 сентября 1714 — 19 ноября 1728)
11. Атанасий (Шептицкий) (18 августа 1729 — 12 декабря 1746)
12. Флориан (Гребницкий) (16 декабря 1748 — 18 июля 1762)
13. Филип Володкович (18 июля 1762 — 12 февраля 1778)
14. Лев (Шептицкий) (1778—1779)
15. Ясон (Смогожевский) (1780—1788)
16. Феодосий (Ростоцкий) (1 ноября 1788 — 25 января 1805)